# Hat (Baitadi)
Hat (nep. हाट) – gaun wikas samiti w zachodniej części Nepalu w strefie Mahakali w dystrykcie Baitadi. Według nepalskiego spisu powszechnego z 2011 roku liczył on 330 gospodarstw domowych i 2292 mieszkańców (1156 kobiet i 1136 mężczyzn).